# Kepler-70c
Kepler-70c (antiguamente llamado KOI-55.02; a veces catalogado como KOI-55 c) es un planeta descubierto orbitando la Estrella subenana de tipo B (sdB) Kepler-70. Orbita a su estrella otro planeta, Kepler-70b, ambas orbitan muy cerca de su estrella madre. Kepler-70b completa una órbita alrededor de su estrella en sólo 8,232 horas. También es uno de los exoplanetas más calientes hasta mediados de 2013. Tiene una alta densidad, lo que sugiere que se compone en gran parte de los metales.
Kepler-70b pasa a 240.000 kilómetros de distancia de Kepler-70c durante su máximo acercamiento. Este es actualmente el máximo acercamiento registrado entre planetas.
Según el autor principal del artículo en  Nature , que anunció el descubrimiento de los dos planetas, Stephane Charpinet, los dos planetas "probablemente se hundieron profundamente en halo de la estrella durante la fase de gigante roja, pero sobrevivieron". Sin embargo, este no es el primer avistamiento de planetas que orbitan alrededor de una estrella post-gigante roja. Se han observado numerosos planetas en púlsares, pero ningún planeta se ha encontrado con un período tan corto alrededor de ninguna estrella, sea o no en la secuencia principal.

## Orígenes
Los dos planetas eran probablemente gigantes de gas, que en órbita espiral hacia adentro, hacia su estrella anfitriona que se convirtió en una gigante roja, fueron vaporizados por esta dejando solamente sus núcleos sólidos, que ahora están orbitando la estrella sdb. Según la La Enciclopedia de los Planetas Extrasolares, la estrella dejó el escenario de gigante roja hace 18.400.000 años.